# Ansaldo
Ansaldo (Ансальдо) — з 1853 року італійський виробник локомотивів, кораблів, автомобілів, літаків, підводних човнів, трамваїв та бронетехніки. Штаб-квартира розташована в місті Генуя. У 1904 році компанію купує промисловець Фердінандо Марія Перроне, а у 1948 році — компанія Finmeccanica. У 1932 році компанія припинила виробництво автомобілів.

## Заснування компанії
Компанія Gio. Ansaldo & C була заснована в 1853 році групою генуезьких підприємців: Джованні Ансальдо, Раффаеле Рубаттіно, Джакомо Філіппо Пенко і Карло Бомбріні. Назву компанія отримала на честь головного акціонера Джованні Ансальдо.

## Виробництво паровозів та кораблів
До кінця XIX століття Ansaldo зосередилася на виробництві та ремонті техніки для залізниць Італії. Поступово, до початку XX століття, компанія розширилась, перетворившись в трест, який мав сім заводів і штат працівників в кількості 10 тисяч чоловік. Різноманітною стала і спеціалізація компанії. Тепер Ansaldo випускала не тільки паровози, а й кораблі, займалася механікою і металообробкою.

## Ansaldo у власності Фердінандо Марія Перроне. Виробництво літаків

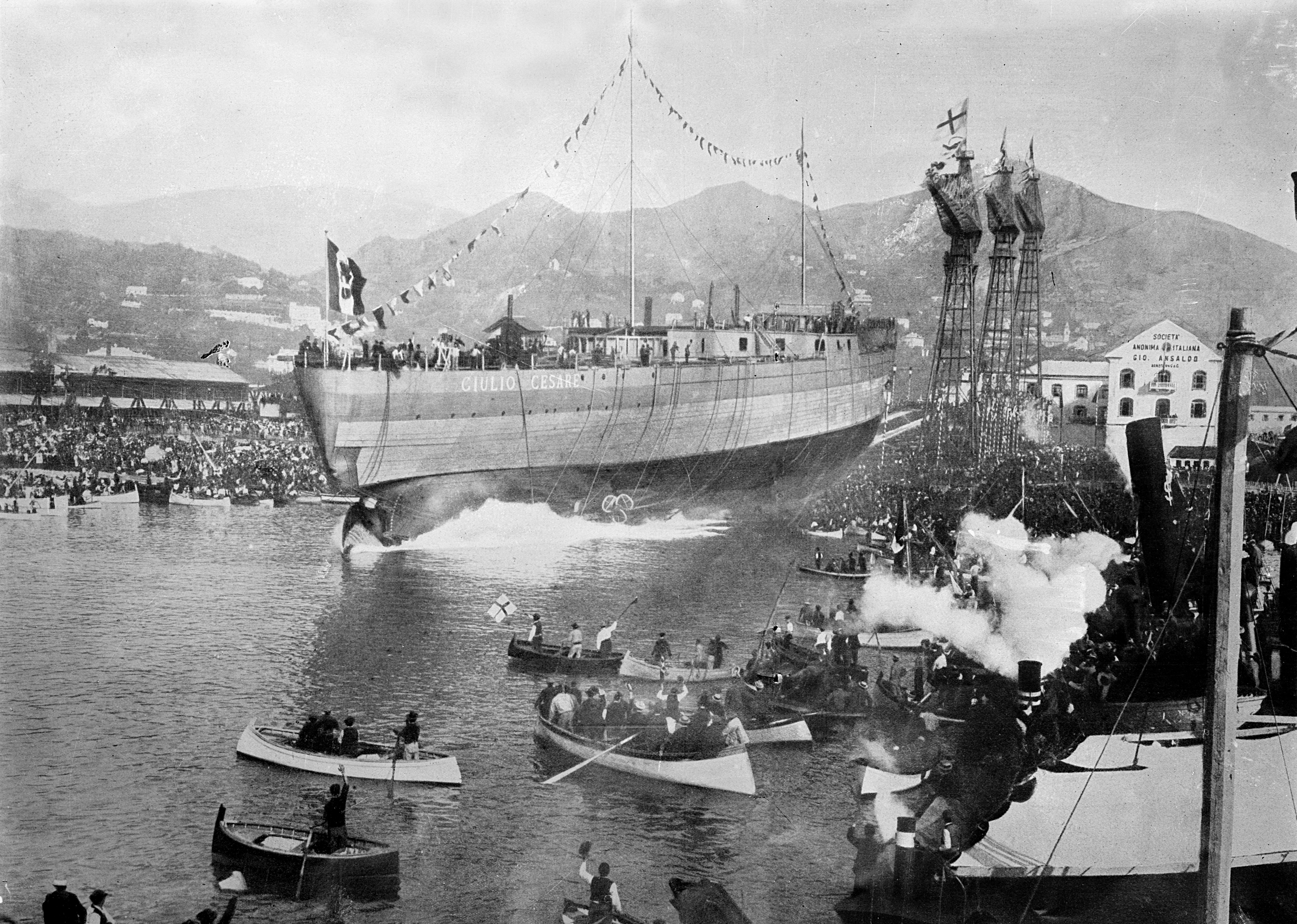
Запуск італійського бойового корабля Giulio Cesare 1911 року у Генуї

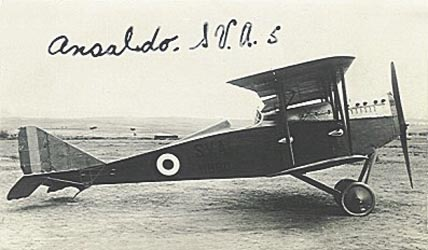
Ansaldo SVA 5

У 1904 році трест був куплений промисловцем Фердінандо Марія Перроне. Протягом наступних двох десятиліть Перроне розвивав трест, зробивши з нього найбільшого в Королівстві Італія виробника озброєння. Цьому посприяли Італійсько-турецька війна, а також вступ Італії в Першу світову війну в 1915 році. Саме тоді різко збільшились військові замовлення. Ще в 1911 році Ansaldo був закладений і спущений з верфі в Генуї лінкор «Джуліо Чезаре», сумно відомий у СРСР під назвою «Новоросійськ». Почалося виробництво аеропланів. Якщо в 1914 році оціночна вартість Ansaldo становила близько 30 мільйонів лір, то до 1918 року ця сума збільшилася до 500 мільйонів. До цього часу на виробництві було зайнято 80 тисяч чоловік, а у володінні тресту було близько десятка підконтрольних йому компаній.

## Ansaldo у державній власності
У 1921 році у зв'язку із закінченням Першої світової війни і різким скороченням військових замовлень трест виявився в серйозній кризі, в результаті чого сім'я Перона відмовилася від нього, і Ansaldo був викуплений державою за участі Банку Італії.
Прихід до влади в Італії фашистів у 1922 році, що оголосили курс на мілітаризацію, тільки зміцнив позиції Ansaldo. У трест прийшов інженер і бізнесмен Агостіно Рокка, який перебудував структуру і організацію компанії. А фактичним адміністратором тресту став сенатор і секретар військового міністерства Уго Кавальєро, в майбутньому воєначальник, Маршал Італії.
У 20-30-ті роки Ansaldo випробувала себе виробником автомобілів. Пережила Світову економічну кризу кінця 20-х — початку 30-х років, припинивши лише виробництво літаків. Ведення Італії, починаючи з середини 30-х років, більш агресивної зовнішньої політики тільки ще більше розвивало компанію. Якщо в 1935 році нараховувалося 22 тисячі працівників, то 1943 року їх кількість збільшилася до 35 тисяч.
В середині 30-х років у співпраці з концерном FIAT на колишньому заводі боєприпасів в Генуї компанія почала виробництво танкеток CV3/33, а потім й інших видів бронетехніки. З FIAT поставляли вузли та агрегати, а на самому заводі у Генуї будувалися танки, бронеавтомобілі, САУ. Надалі цей завод став фактично єдиним, який виробляв бронетехніку для італійської армії.

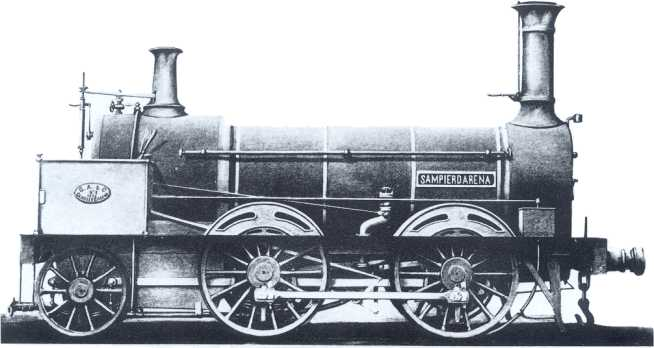
Паровоз Ansaldo FS 113

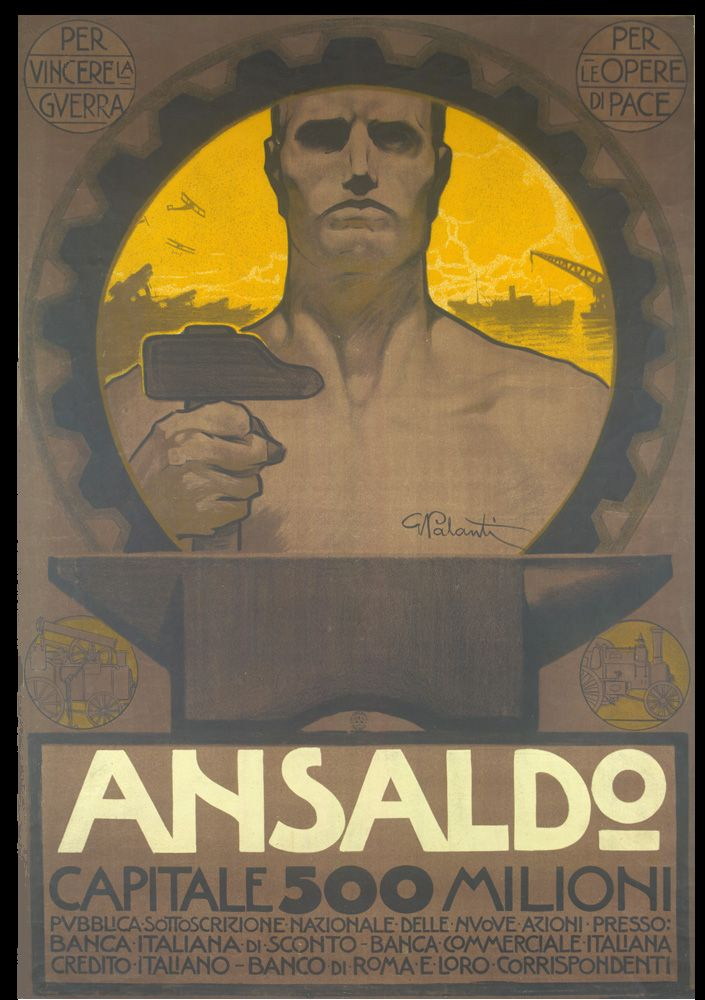
Реклама Ansaldo 1918 року

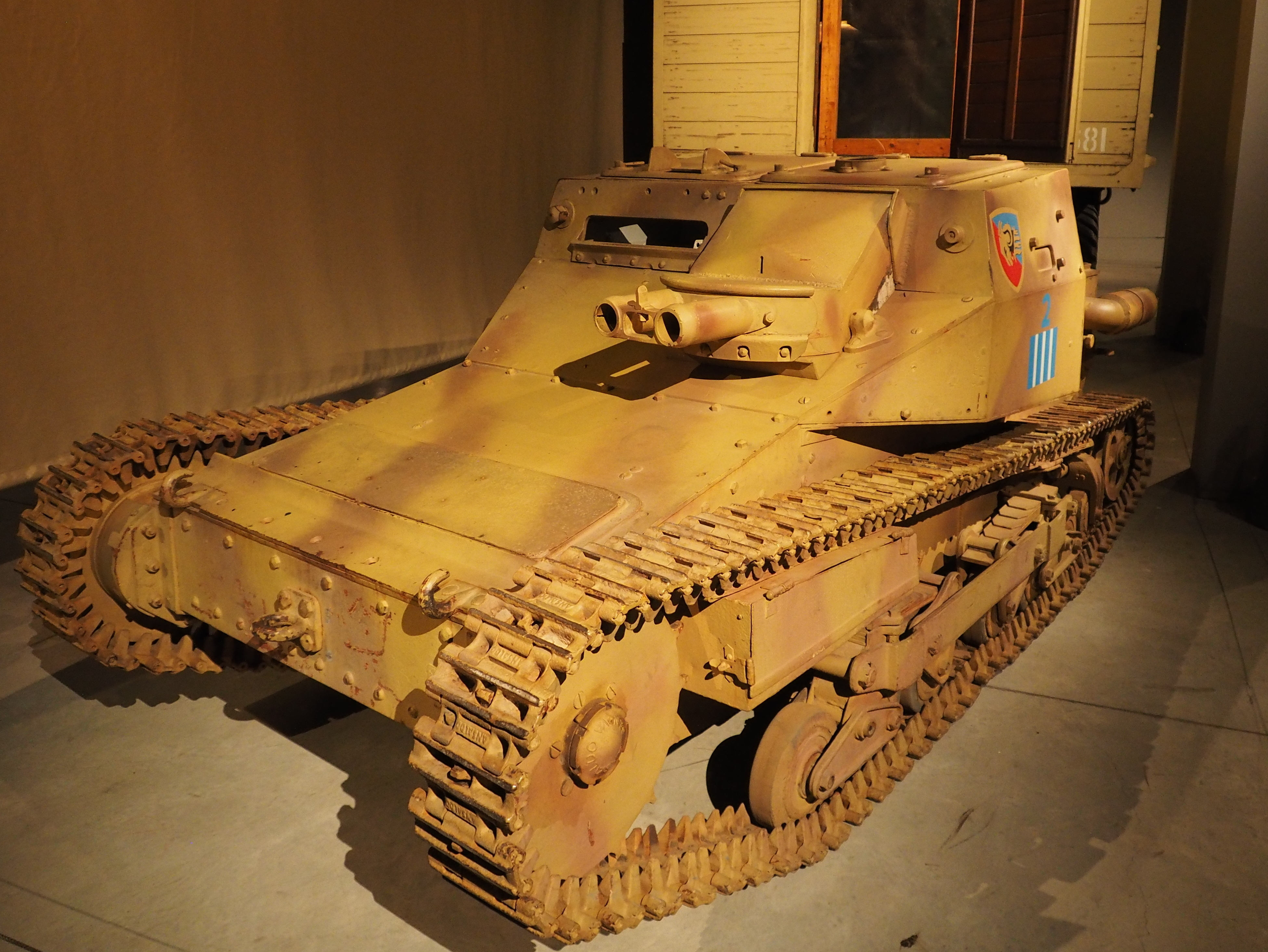
Танкетка Carro CV3/33

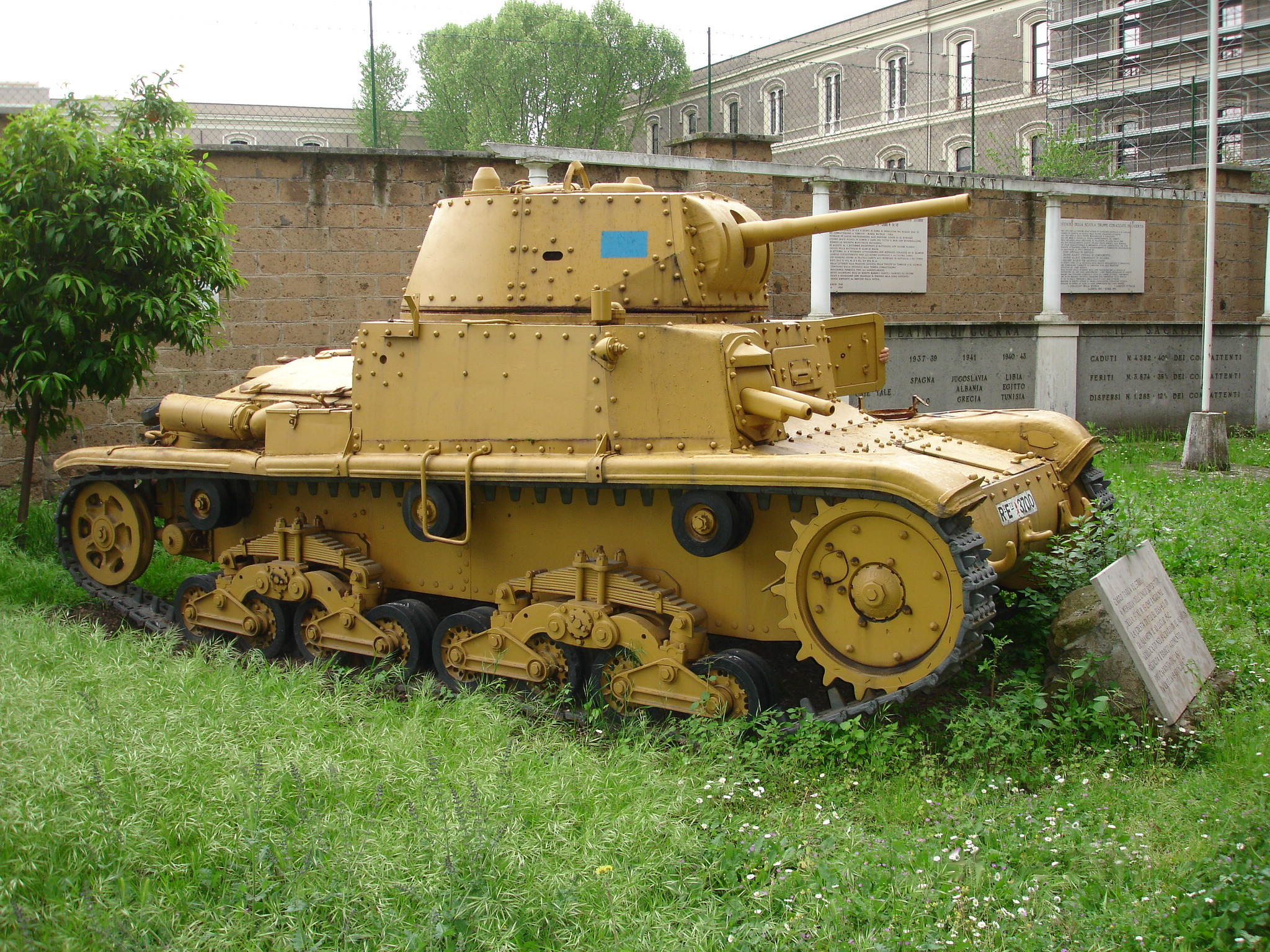
Середній танк М13/40

У 1931 році зі стапелів судноверфі Ansaldo зійшов пасажирський океанський лайнер «Рекс», один з найкращих і найсучасніших того часу. Також в 30-х роках на верфях компанії було збудовано багато військових кораблів: лінкор «Літторіо», крейсери «Еудженіо ді Савойя», «Раймондо Монтекукколі», розпочато будівництво авіаносця «Аквіла». Після окупації гітлерівцями півночі Італії восени 1943 року компанія продовжувала працювати тепер уже на німецьку військову адміністрацію.

## Виробництво електровозів та тепловозів. Закриття компанії
Закінчення Другої світової війни і заборона для Італії випуску військової продукції послабили позиції Ansaldo і змусили переключитися на мирну продукцію: електровози та тепловози для залізниць Італії. У 1948 році Ansaldo перейшов під управління компанії Finmeccanica, нині відомої як Leonardo S.p.A..
У 50-60-х роках Ansaldo побудувала ще кілька лайнерів: «Андре Доріа» і «Мікеланджело», проте до кінця 60-х років відмовилася від суднобудування.
У 1993 році Ansaldo була поглинена компанією Finmeccanica і фактично перестала існувати.

## Автомобілі Ansaldo
Після закінчення Першої світової війни тимчасово відпала необхідність у виробництві військової техніки. Найбільші військові підприємства змушені були змінювати напрямок своєї діяльності, щоб не припиняти своє існування. Однією з привабливих галузей стало автомобілебудування. Саме так утворилося «Автомобільне товариство Ansaldo» на базі одного з найбільших промислових підприємств військової галузі Італії.
Наявність великих виробничих потужностей і добре розвинена технічна база дали пристойний старт для випуску якісних автомобілів. Ініціатором виробництва машин на італійському військовому підприємстві став головний інженер заводу Гідо Сорія. Така ідея його відвідала ще в 1914 році, про що він неодноразово заявляв директору концерну Піо Перроне.
Перший автомобіль Ansaldo 4А був створений в серпні 1919 року на заводі в Семп'єрдарені. За мірками того часу це був класичний автомобіль, призначений для середнього класу. Обладнана машина була 4-циліндровим двигуном з верхнім розподільчим валом. Робочий об'єм двигуна становив 1,8 літра, його потужність становила 35 кінських сил, а вага шасі не перевищувала 650 кг.

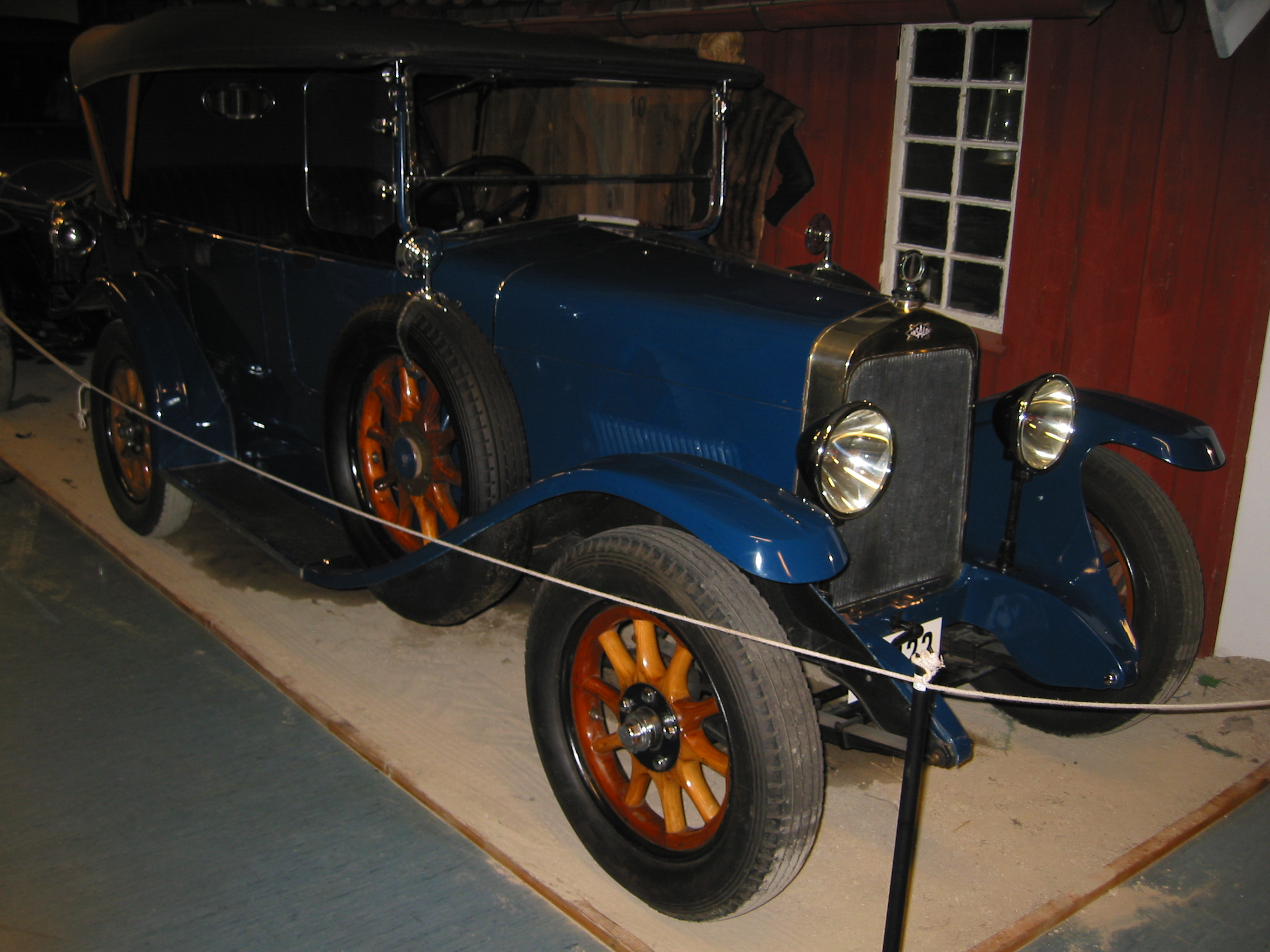
Ansaldo 4B

Уже в березні 1920 року ця модель надійшла в продаж, а у вересні виробництво перевели в Турин, де розташовувався авіаційний завод компанії. У той час відбувалися значні зміни керівництва корпорації. Головний акціонер компанії Banca Italiana di Sconto розорився, але все ж підприємству вдалося провести реструктуризацію і, незважаючи на всі перипетії, продовжити виробництво автомобілів.
7 березня 1923 року закінчилася повна перебудова компанії, яка в результаті отримала назву «Акціонерне товариство автомобілів Ansaldo». Колишній головний інженер заводу Гідо Сорія став директором нової компанії, а президентом призначили Джузеппе Мацціні.

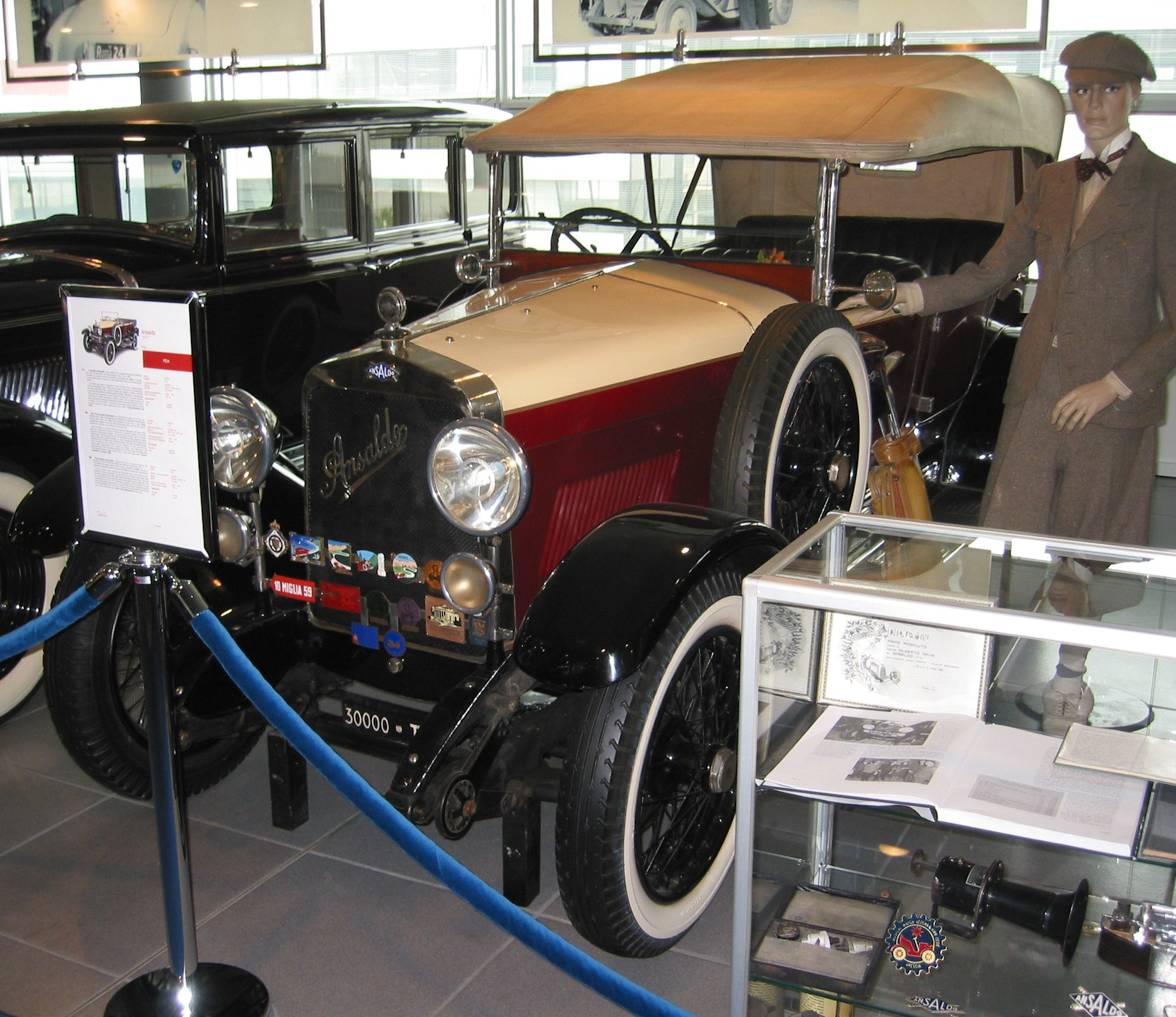
Ansaldo 4C

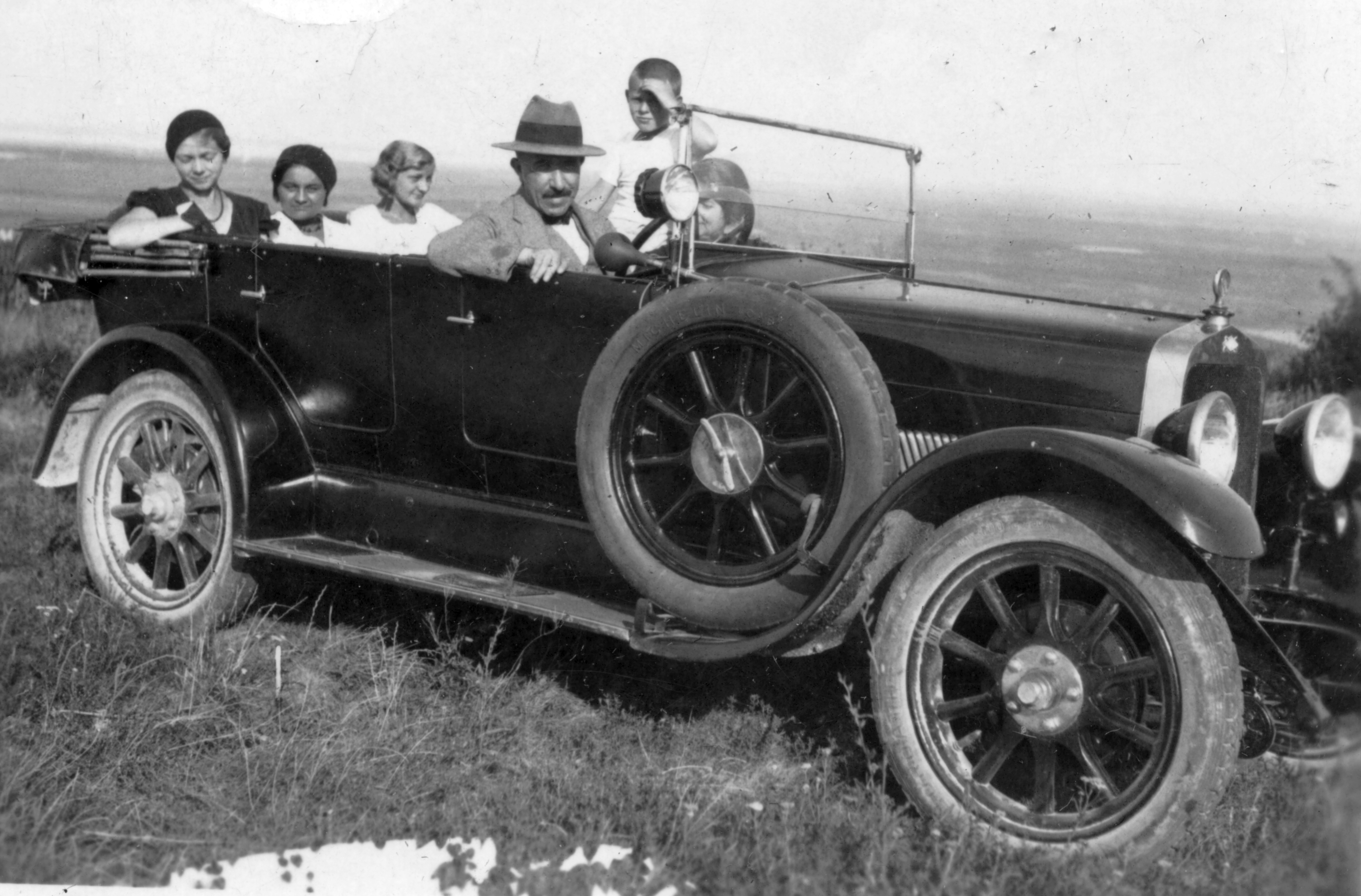
Ansaldo 4C

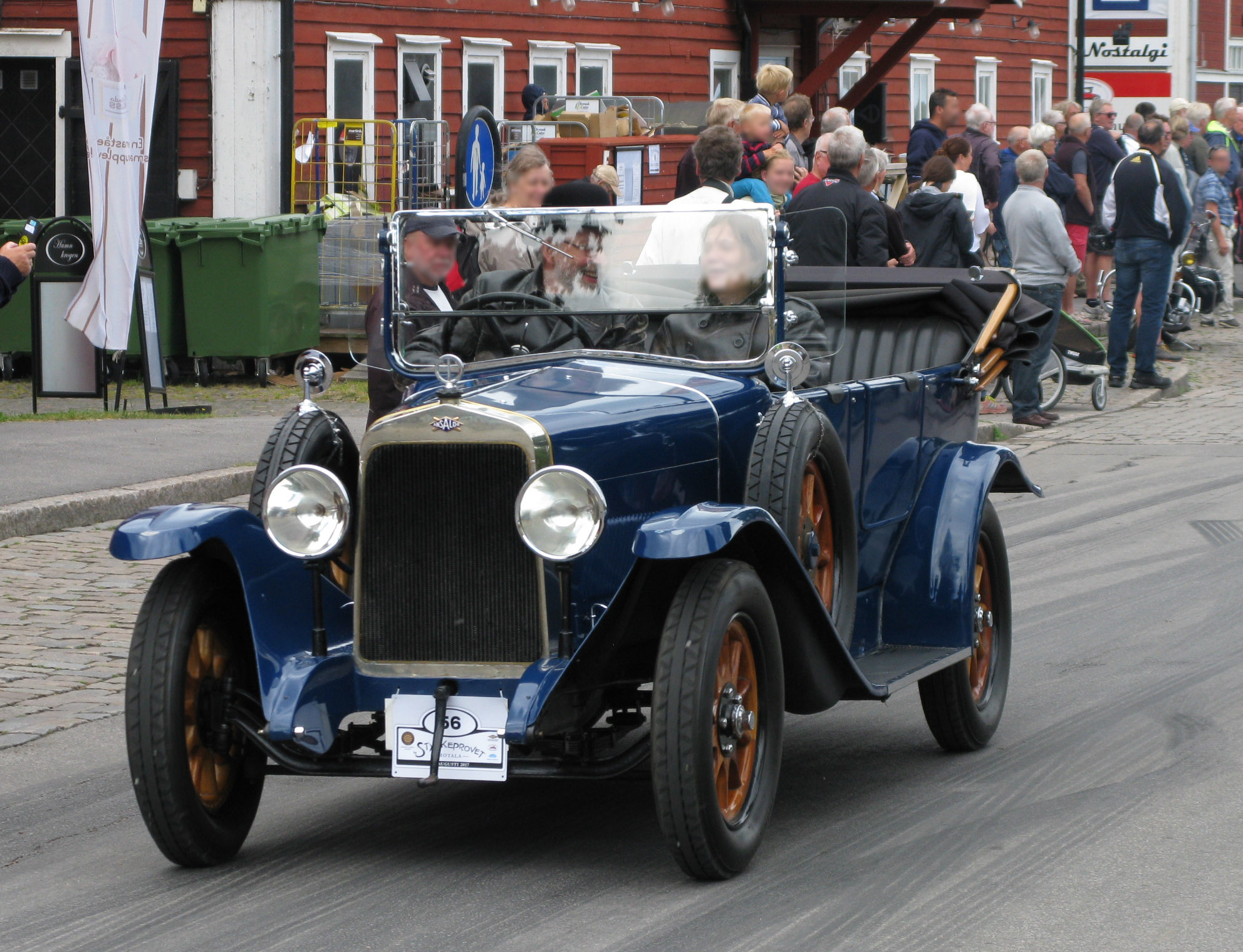
Ansaldo 4C

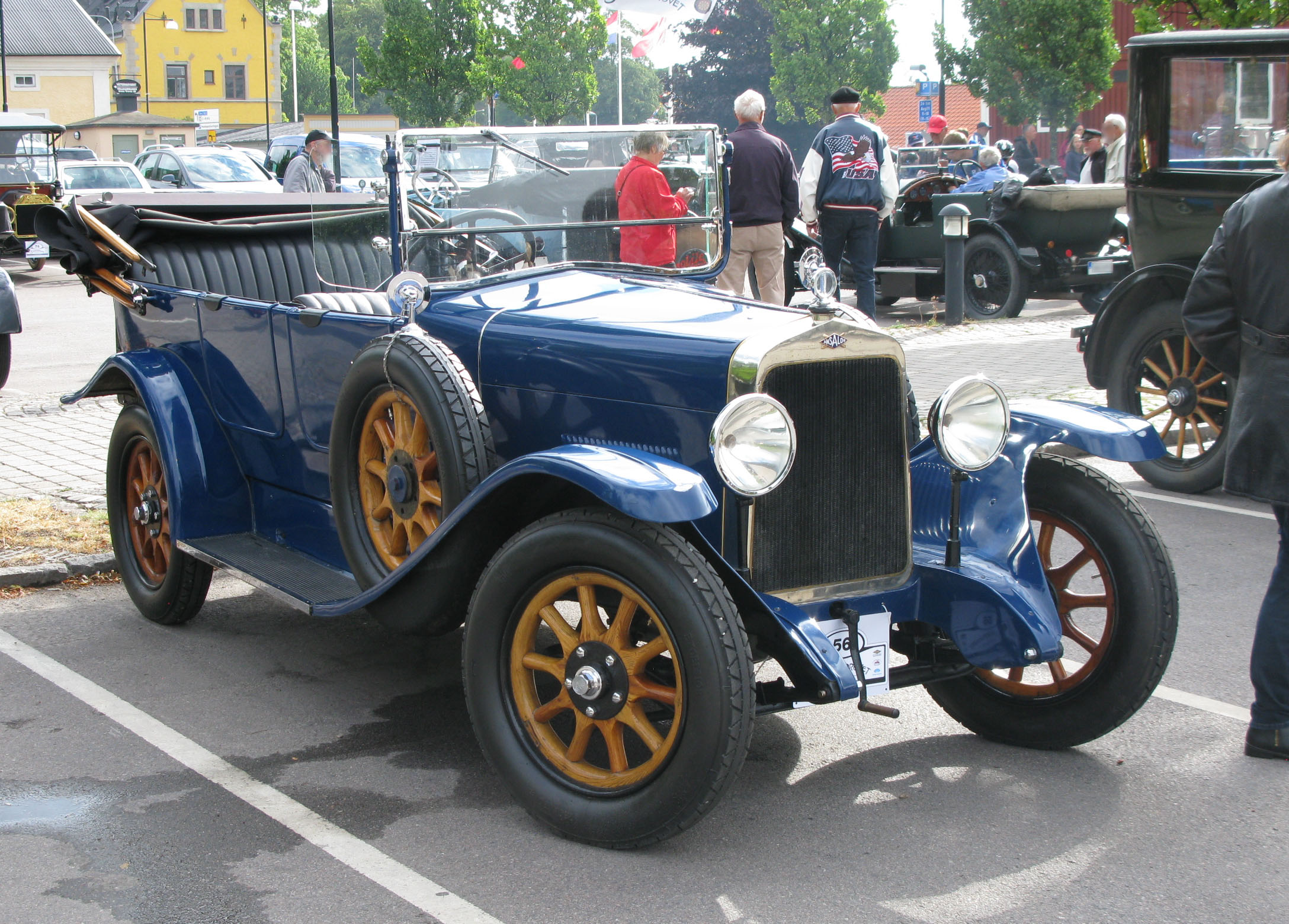
Ansaldo 4C

У той же час відбулася і модернізація першого автомобіля. Нова модель стала випускатися під індексом Ansaldo 4С. Виробництво продовжувало розвиватися, і незабаром модельний ряд розширився автомобілем Ansaldo 6С, оснащеним 6-циліндровим двигуном, робочим об'ємом в 2 літра. Обидві моделі, до того ж, мали більш дорогі і комфортабельні модифікації, які відрізнялися більшою потужністю — це були авто Ansaldo 4CS і 6CS.
Ansaldo 4CS був оснащений рядним 4-циліндровим двигуном з верхнім розподільчим валом, з діаметром циліндра 72,5 мм і ходом поршня 120 мм, робочим об'ємом близько 2 літрів. Потужність цього авто становила 48 кінських сил. Коробка передач Ansaldo 4CS була механічною 3-ступінчастою. Автомобіль складався на лонжеронній рамі з барабанними гальмами на задніх колесах. Максимальна швидкість авто досягала 110 кілометрів на годину. У стандартній комплектації кузов типу купе був 4-місним, але в основному він виконувався на замовлення покупця.
В результаті Великої депресії, як назвали світову економічну кризу 1930 року, багато компаній змушені були припинити своє існування, не знайшовши виходу із ситуації. Але «Акціонерне товариство автомобілів Ansaldo» обмежилося швидкою модернізацією машин, що вироблялися.
Була здійснена спроба випуску максимально простого автомобіля, який отримав назву Tipo 10. Але через примітивну передню підвіску авто так і не стало конкурентоспроможним навіть відносно автомобілів FIAT 503 і FIAT 509. Удосконалені моделі Tipo 14 з батарейним запалюванням і Tipo 15 з розточеними циліндрами двигуна так і не змогли завоювати популярність серед публіки, навіть зі збільшенням потужності двигуна до 40 кінських сил. Тому компанія вирішила повернутися до виробництва великих автомобілів.
Наступними моделями, випущеними концерном Ansaldo, стали автомобілі Tipo 18 і Tipo 22, оснащені 6- і 8-циліндровими двигунами відповідно. Це були сучасні автомобілі, випущені згідно з усіма розробками і вимогами того часу. Але і вони не знайшли популярності, оскільки подолання економічної кризи зайняло практично все населення.
У 1932 році «Товариство з обмеженою відповідальністю автомобілів Ansaldo» було продано італійській автомобілебудівній корпорації Officine Meccaniche. В результаті компанія Ansaldo стала базою для створення іншої фірми — CAVA, початком діяльності якої стала збірка шасі, що залишилися від Ansaldo. Так було продано 400 останніх шасі цієї видатної автомобілебудівної компанії.

## Ansaldo сьогодні
Деякі компанії, контрольовані Finmeccanica (тепер Leonardo S.p.A.), як і раніше, несуть назву Ansaldo:
- Ansaldo Energia — займається будівництвом електростанцій. Розташована у Генуї.
- Ansaldo Caldaie — займається будівництвом парогенераторів. Належить Sofinter Group (приватна компанія, розташована в Галларате, Італія).
- Ansaldo Ricerche — займається технологією ядерного синтезу, заснована в 1987 році шляхом об'єднання різних відділів досліджень і розробок Ansaldo та Nucleare Italiana Reattori Avanzati; бере участь у міжнародному проекті ITER.
- Ansaldo Fuel Cells — заснована в 1993 році, присвячена паливним елементам.
- Ansaldo Nucleare — заснована в 1989 році шляхом об'єднання Ansaldo Meccanico Nucleare і Nucleare Italiana Reattori Avanzati[it]. У 1999 році була поглинена Ansaldo Energia, але в 2005 році вона була знову заснована як окрема компанія, хоча на 100 % контролюється Ansaldo Energia.
- AnsaldoBreda, S.P.A. — компанія з виробництва поїздів, що народилася внаслідок злиття Ansaldo Trasporti та Breda Ferroviaria.
- Ansaldo STS — залізничні сигнальні системи.
- Nidec ASI (раніше Ansaldo Industrial Systems) — колишня компанія Finmeccanica, що була продана японській Nidec Group. У 2012 році Nidec придбала Ansaldo Sistemi Industriali S.p.A. і стала Nidec ASI S.p.A.. Nidec ASI є виробником електродвигунів, її продуція використовується в електротехніці, електродвигунах та генераторах, системах управління та автоматизації для промислових застосувань. Nidec ASI має головний офіс у Мілані та різні дочірні компанії в Італії (в Генуї, Монтебелло-Вісентіно, Монфальконе) та за кордоном (у Китаї, Франції, Німеччині, Румунії, Росії, Японії та Сінгапурі).

## Продукція компанії

### Авіація
- Ansaldo Baby (1915) — одномісний розвідувальний плавучий біплан, створений за ліцензією британського Sopwith Baby з незначними змінами
- Ansaldo A.1 Balilla (1917) — одномоторний одномісний біплан-винищувач
- Ansaldo SVA.1 (1917) — одномоторний одномісний допоміжний біплан
  - SVA.2 — виробнича версія SVA.1
  - SVA.3 — перехоплювач швидкого підйому, версія SVA.2
  - SVA.4 — виробнича версія SVA.2, оснащена для розвідки
  - SVA.5 — виробнича версія SVA.2
  - SVA.6 — прототип-бомбардувальник, версія SVA.2
  - SVA.8 — один прототип (ціль невідома)
  - SVA.9 — двомісна неозброєна розвідувальна версія з більшими крилами
  - SVA.10 — озброєна версія SVA.9
- Ansaldo A.120 — розвідник-винищувач
- Ansaldo A.300 (1919) — одномоторний двомісний допоміжний біплан. Були також побудовані тримісні версії для розвідувального використання
- Ansaldo AC.1 — позначення імпортного французького одномоторного двомісного винищувача Dewoitine D.1
- Ansaldo AC.2 (1922) — ліцензійний французький Dewoitine D.1
- Ansaldo AC.3 (1924) — ліцензійний французький Dewoitine D.9 (покращений D.1)
- Ansaldo AC.4 (1927) — AC.2 з двигуном FIAT A.20, потужністю 420 к.с. (313,2 кВт)

### Кораблі
- Airone (міноносець 1938 року)
- Alberico da Barbiano (крейсер)
- Alberto da Giussano (крейсер)
- Alcione (міноносець 1938 року)
- Aldebaran (міноносець 1936 року)
- Alessandro Poerio (есмінець)
- Alpino (есмінець 1910 року)

- Altair (міноносець)
- Andrea Doria (лайнер)
- Andromeda (міноносець 1936 року)
- Animoso (міноносець)
- Antares (міноносець 1936 року)
- Antoniotto Usodimare (есмінець)
- Aquila (авіаносець)
- ARA Garibaldi
- ARA Pueyrredón
- Ardente (міноносець 1942 року)
- Ardimentoso (міноносець)
- Ardito (міноносець 1942 року)
- Aretusa (F 556)
- Aretusa (міноносець)
- Ariel (міноносець)
- Ariete (міноносець)
- Artigliere (есмінець 1907 року)
- Ascaro (есмінець)
- Attilio Deffenu (допоміжний крейсер)
- Augusto Riboty (есмінець)
- Augustus (лайнер 1926 року)

- Bartolomeo Colleoni (крейсер)
- Bersagliere (есмінець 1907 року)
- Bolzano (крейсер)
- Borea (есмінець 1927 року)

- Caio Duilio (бойовий корабель 1913 року)
- Calipso (міноносець 1938 року)
- Calliope (F 551)
- Calliope (міноносець 1938 року)
- Carabiniere (есмінець 1909 року)
- Caralis (допоміжний крейсер)
- Carlo Alberto Racchia (есмінець)
- Carlo Mirabello (есмінець)
- Caterina Accame
- Cesare Rossarol (есмінець 1915 року)
- Circe (міноносець)
- Città di Catania
- Classe Indomito (есмінець 1955 року)
- Classe Leone
- Classe Mirabello
- Clio (F 555)
- Clio (міноносець 1938 року)
- Corazziere (есмінець 1910 року)
- Cristóbal Colón (крейсер)
- Cristoforo Colombo (лайнер)

- Duilio (лайнер)

- Espero (есмінець 1927 року)
- Eugenio di Savoia (крейсер)

- Federico C.
- Fuciliere (есмінець 1910 року)

- Garibaldino (есмінець)
- Giulio Cesare (лінійний корабель)
- Giuseppe Garibaldi (крейсер 1901 року)
- Granatiere (есмінець 1907 року)
- Guglielmo Pepe (есмінець)

- Impero (бойовий корабель)

- Kasuga (крейсер)

- Lanciere (есмінець 1907 року)
- Lanzerotto Malocello (есмінець)
- Leonardo Da Vinci (пароплав 1925 року)
- Leonardo da Vinci (лайнер)
- Leone (есмінець)
- Libia (есмінець)
- Littorio (бойовий корабель)
- Luca Tarigo (есмінець)

- Michelangelo (лайнер)

- Nicolò Zeno (есмінець)
- Nisshin (крейсер)

- Olbia (допоміжний крейсер)
- Ostro (есмінець 1928 року)

- Pantera (есмінець)
- Pontiere (есмінець)

- Raimondo Montecuccoli (крейсер)
- Ramb I
- Ramb III
- Rex (лайнер)
- Roma (лайнер)

- Sparviero (авіаносець)
- Staffetta (посильне судно)

- Tigre (есмінець)

- Ugolino Vivaldi (есмінець)

- Vedetta (оглядовий анти-підводний човен)

- Zeffiro (есмінець 1928 року)

### Підводні човни
- N 1
- N 2
- N 3
- N 4

### Залізнична техніка

#### Дрезини
- Ansaldo Libli
- FNM E.750 (1982 року)
- FS ALg 56
- FS ALn 56
- FS ALn 56.4000
- FS ALe 790 та ALe 880
- FS ALe 801 та ALe 940

- ACOTRAL MA 100

#### Локомотиви
- FS R.212

- FCL 350
- FNM E.620
- FNM E.640
- FS 113
- FS 119
- FS 206
- FS 215
- FS 255
- FS 290
- FS 320
- FS 385
- FS 388
- FS 410
- FS 420
- FS 510
- FS 530
- FS 552
- FS 560
- FS 600
- FS 625
- FS 630
- FS 640
- FS 650
- FS 656
- FS 660
- FS 680
- FS 690
- FS 730
- FS 740
- FS 744
- FS 745
- FS 746
- FS 750
- FS 813
- FS 835
- FS 851
- FS 910
- FS D.341
- FS D.342.4000
- FS D.345
- FS D.442
- FS D.443
- FS E.402A
- FS E.402B
- FS E.424
- FS E.428
- FS E.431
- FS E.454
- FS E.491
- FS E.492
- FS E.636
- FS E.652
- FS E.656
- FS R.301
- FS R.302
- FS R.440
- FS E.632 та E.633
- HŽ 1061
- Indian WG
- SEK Μα

#### Трамваї
- AMT 01-06

- MN L.6 001-006

- ATM serie 5000 (Torino)
- ATM serie 5100
- ATM serie 5200
- ATM serie 7000 (Torino)

- UITE serie 900

## Список автомобілів Ansaldo
- 1920 — Ansaldo 4A
- 1921 — Ansaldo 4B
- 1922 — Ansaldo 4C
  - Ansaldo 4CS
- 1923 — Ansaldo 6A
  - Ansaldo 6AS
- 1924 — Ansaldo 4D
- 1925 — Ansaldo 6BC
  - Ansaldo 6BN
- 1926 — Ansaldo 4F
  - Ansaldo 6H
  - Ansaldo 6HC
  - Ansaldo 10
- 1927 — Ansaldo 6BS
- 1928 — Ansaldo 14
  - Ansaldo 15
- 1929 — Ansaldo 18
  - Ansaldo 15GS
  - Ansaldo 22
- 1934 — Ansaldo 33
  - Ansaldo 42

## Галерея
|  |  |  |  |
|  |  |  |  |
|  |  |  |  |
|  |  |  |  |

|  |  |  |  |
|  |  |  |  |
|  |  |  |  |
|  |  |  |  |
|  |  |  |  |
|  |  |  |  |
|  |  |  |  |
|  |  |  |  |
|  |  |  |  |

|  |  |  |  |
|  |  |  |  |
|  |  |  |  |

|  |  |  |  |
|  |  |  |  |
|  |  |  |  |
|  |  |  |  |
|  |  |  |  |
|  |  |  |  |
|  |  |  |  |
|  |  |  |  |
|  |  |  |  |
|  |  |  |  |
|  |  |  |  |
|  |  |  |  |
|  |  |  |  |
|  |  |  |  |

|  |  |  |  |
|  |  |  |  |
|  |  |  |  |